# Metiocarb
El metiocarb, en anglès: Methiocarb és un plaguicida del grup dels carbamats que es fa servir com repel·lent per als ocells, insecticida, acaricida i mol·lusquicida des de la dècada de 1960 els carbamats han estat àmpliament usats en l'agricultura com insecticides i herbicides. Es prefereixen els carbamats enfront dels organoclorats els quals són de més persistència sobre els conreus. El metiocarb té una acció de contacte i una acció sobre l'estòmac sobre àcars i efectes neurotòxics sobe els mol·luscs. Les llavors tractades amb metiocarb també afecten els ocells. Com els altres carbamats el metiocarb inhibeix l'acetilcolinesterasa. Pot causar fins i tot toxicitat aguda en humans exposats durant molt de temps o auna dosi suficient. No està llista com un carcinogen. Metiocarb és un potent verí pels organismes aquàtics. Altres noms comercials del metiocarb són el de mesurol i mercaptodimethur.

## Síntesi
El metiocarb ha estat sintetitzat per la companyia Bayer a partir del 4-metiltio-3,5-xilenol (1) i metilisocianat (2).

## Toxicitat
| Exposició                               | Toxicitat aguda |
| --------------------------------------- | --------------- |
| Dèrmica LD50(mg/kg de pes del cos)      |                 |
| Conill                                  | >2000           |
| Rata                                    | >200            |
| Inhalació (1 hora) LC50(mg/m³)          |                 |
| Rata                                    | 1200            |
| Intraperitoneal LD50(mg/kg pes del cos) |                 |
| Ratolí                                  | 6               |
| Oral LD50(mg/kg pes del cos)            |                 |
| Gos                                     | 10              |
| Porc de Guinea                          | 40              |
| Ratolí                                  | 25              |
| Rata                                    | 30              |